# Édouard Imer
Édouard-Auguste Imer (* 25. Dezember 1820 in Avignon; † 13. Juni 1881 in Haarlem) war ein französischer Landschaftsmaler.

## Leben
Imer war der Sohn eines französischen Kaufmanns Julien Auguste Imer (1787–1861) und dessen Frau Adèle (geborene Jeanrenaud; 1790–1869) und hatte eine Schwester Laure Adèle Imer (1822–1896). Seine Eltern stammte ursprünglich aus Neuveville im Kanton Bern. Er wurde auf Schloss Lenzburg (Schweiz) und in Leipzig ausgebildet und wurde schließlich nach England geschickt, um seine kaufmännischen Studien zu beenden. Er entwickelte schon früh eine ausgeprägte Neigung zur Malerei, doch er konnte sich dem Wunsch seines Vaters, ihm an der Spitze eines bedeutenden Handelshauses nachzufolgen, nicht widersetzen und übernahm schließlich dessen Geschäft in Avignon. Neben dieser Arbeit hielt er sich immer einige Stunden frei, um sich der Kunst zu widmen. In dieser Zeit verheiratete er sich 1846 mit Sophie Chaponnière (1822–1850) und das Glück, das ihm diese Verbindung brachte, half ihm sein Los zu ertragen. Seine Tochter Marguerite Imer (1847–1926)  heiratete Gustave Robert (1843/1844–1925). Eine künstlerische Ausbildung erhielt er bei dem Maler Émile Loubon in Marseille und bildete sich überwiegend durch Studienreisen durch ganz Europa, nach Algerien und nach Ägypten fort. Imer unternahm gemeinsam mit Auguste Bartholdi, Léon Belly, Narcisse Berchère und Jean-Léon Gérôme in den Jahren 1855 bis 1856 eine Reise in den Nahen Osten. In seinen frühen Werken stand er noch etwas im Schatten von Jules Dupré, später versuchte er sich dann im Stil von Belly. Doch im Jahr 1850 starb seine geliebte Frau plötzlich und die Trauer über diesen Verlust machte ihm das Leben als Geschäftsmann unerträglich. Er ging er nach Paris und widmete sich fortan ganz der Landschaftsmalerei. Imer nahm er an der großen Ausstellung des Pariser Salons teil und debütierte erfolgreich mit seinen beiden Werken Weg in der Provence und Landschaft vom Rhôneufer zu Avignon. Er beteiligte sich bis 1876 regelmäßig dort, zumeist mit Landschaftsmotiven aus der Provence, an der Ausstellung und errang dort auch Medaillen in den Jahren 1865 und 1873 (2. Klasse). Er verbrachte die Wintermonate zumeist in Paris, wo er in seinem Atelier arbeitete. An sonnigen Tagen fuhr er aufs Land, manchmal nach Berry und Sologne, wo er seinen Freund Belly besuchte oder in die Picardie, aber besonders oft bereiste er die Provence.
In den Jahren von 1875 bis 1880 hielt er sich in Venedig auf, wo er neben zahlreichen Studien auch Kopien von Werken Vittore Carpaccios (beispielsweise von der Légende de sainte Ursule) anfertigte. Von seinen ausgedehnten Studienreisen brachte er gut gefüllte Skizzenbücher mit, deren Inhalt später die Basis vieler seiner Werke bildeten. Ein großer Teil dieser Skizzen wurde erst nach seinem Tod bekannt, als sie im Jahr 1882 anlässlich einer Ausstellung seines Nachlasses in der École des Beaux-Arts gezeigt wurden. Die zeitgenössische Kunstkritik lobte seine Werke, gab aber den Darstellungen aus Frankreich etwas den Vorzug. An der Weltausstellung 1855 in Paris beteiligte sich Imer mit seinen Gemälden Rhôneufer und Teich von Soumabre. Er war auch mit den Künstlern Paul Baudry und Ernest Hébert befreundet.
Während einer Studienreise durch Holland starb Imer mit über 60 Jahren 1881 in Haarlem.

## Werke (Auswahl)
- Weg in der Provence.

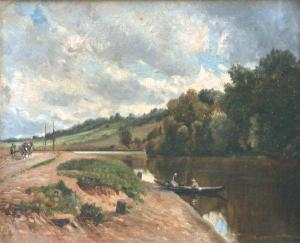
Flusslandschaft

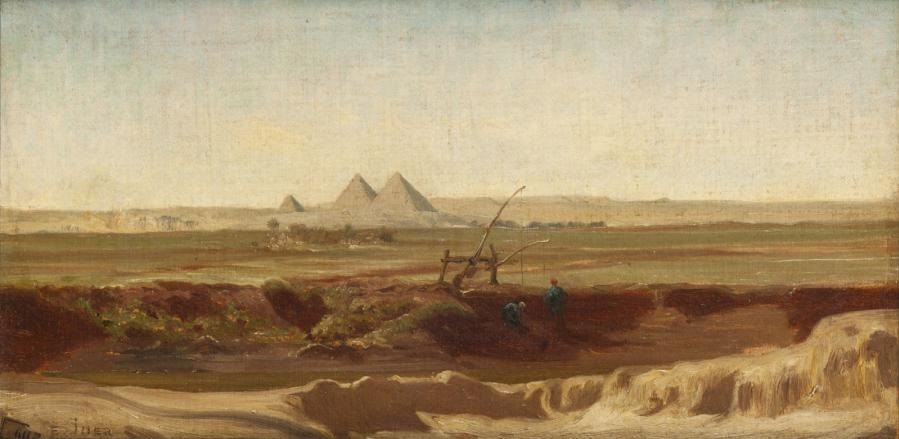
Pyramiden

- Landschaft vom Rhôneunfer zu Avignon.
- Die Lerinischen Inseln. 1863.
- Golf Juan. 1865.
- Teich der Fourdines im Berry.
- Ruinen von Crozant.
- Weg nach Crozant.
- Hafen von Saint-Raphaël.
- Schleuse des Teiches von Sault im Berry.
- Sykomoren von Gizeh.
- Wälle von Aigues-Mortes.
- Rhôneufer. 1855.
- Teich von Souambre. 1855.
- Die Brücke von Siut in Oberägypten. 1857.
- Die Insel Philä.
- Wäldchen von Doums.
- Hügel von Sainte-Marguerite bei Marseille. 1859.
- Brücke des Gard. 1861.
- Waldesrand von Montespin. 1861.